# Refresco
Refresco, van de jaren 1960 tot 1995 Liko geheten, is een producent van frisdranken, water, vruchtensappen en energiedranken. De producten worden niet onder een eigen merknaam verkocht, maar als huismerkproduct van supermarkten of onder de naam van A-merkfabrikanten. De onderneming verwerkt een volume van zo'n 15 miljard liter en heeft een jaaromzet van bijna € 6 miljard. Het hoofdkantoor staat in Maarheeze.

## Geschiedenis
In het begin van de jaren 60 werden er frisdranken onder de noemer Liko BV geproduceerd bij de melkfabriek van Menken in Wassenaar. Toen de productie van frisdranken zich uitbreidde was een herlocatie onvermijdelijk. In Bodegraven werd in 1970 de nieuwe Liko fabriek geopend. In 1995 werd Liko omgezet naar Menken Drinks, waaruit vervolgens via een managementbuy-out in 2000 Refresco is ontstaan.
In 2007 nam Refresco Sun Beverages Company over en breidde daarmee zijn Nederlandse (Maarheeze) en Belgische (Ninove) productielocaties uit. Hieruit ontstond De Benelux Business Unit. Ook werd in 2009 de in Hoensbroek gevestigde frisdranktak van Bavaria, bekend onder de naam Schiffers Food, overgenomen door Refresco.
Met de overname van het Duitse Soft Drinks International werd in 2010 € 140 miljoen aan de omzet toegevoegd. Begin 2011 volgde het Italiaanse Spumador. Dit bedrijf heeft vijf productielocaties in het noorden van Italië. In 2009 verkocht Spumador bijna 1 miljard liter frisdrank en behaalde daarmee een omzet van € 170 miljoen.
In 2013 fuseerde Refresco met Gerber Emig, een Europese bottelaar van vruchtensappen. Het hoofdkantoor van Gerber Emig staat in het Engelse Bridgwater. De aandeelhouders van Gerber Emig kregen 30% van de aandelen van de nieuwe onderneming toegewezen en de Refresco aandeelhouders de overige 70 procent. In oktober 2013 kreeg Refresco toestemming van de Europese Commissie om Gerber Emig over te nemen, onder voorwaarde dat de Duitse vestiging van Gerber Emig in Waibstadt zou worden verkocht. De bedrijven gingen verder onder de naam Refresco Gerber. De sapfabriek in Waibstadt werd in 2014 verkocht aan de Riha WeserGold Group.
In 2016 werden drie overnames gedaan. De Sittardse bottelaar DIS (Dranken Industrie Sittard) overgenomen voor € 72 miljoen. DIS, met een jaaromzet van € 90 miljoen, vult jaarlijks voor zo'n 300 miljoen liter aan blikjes voor grote internationale merken. Het gaat voornamelijk om frisdrank, maar DIS verwerkt ook bier en andere alcoholische dranken. Bij de in 1964 door vijf Limburgse brouwers opgerichte onderneming werken 198 mensen. Verder nam het de bottelfabriek van PepsiCo in Hamburg over. Het bedrijf vergrootte hiermee de aanwezigheid in Duitsland en verder werd de band met PepsiCo aangehaald door een co-packing-overeenkomst. Refresco mag, naast de activiteiten in Hamburg, gedurende 10 jaar dranken leveren aan PepsiCo in Frankrijk, Spanje, de Benelux en het Verenigd Koninkrijk. Tot slot werd bottelaar Whitlock Packaging overgenomen die actief is aan de westkust van de Verenigde Staten. De overnamesom is US$ 129 miljoen, omgerekend € 117 miljoen. Whitlock Packaging produceert 900 miljoen liter frisdrank per jaar en er werken meer dan vijfhonderd mensen in drie fabrieken.
Het bedrijf was van 2015 tot 2017 genoteerd aan de Amsterdamse effectenbeurs.
In 2018 kocht Refresco de Amerikaanse bottelaar van niet-alcoholische dranken Cott voor €1,1 miljard. Cott behaalde in 2016 een omzet van US$ 1,7 miljard. Met de overname kreeg Refresco er 19 fabrieken bij in de Verenigde Staten, vier in Canada, een in Mexico en vijf in het Verenigd Koninkrijk. Het werd nu de grootste onafhankelijke bottelaar voor retailers in Europa en Noord-Amerika, met een totaal volume van circa 12 miljard liter. De overname werd betaald door nieuwe schulden aan te gaan en door de uitgifte van nieuwe aandelen ter waarde van € 200 miljoen.
Refresco kan op basis van een vergunning uit 1997 jaarlijks 500.000 m³ grondwater oppompen voor zijn drankenproductie in Maarheeze. In 2018 deed Refresco een aanvraag om dit met 50% te verhogen naar 750.000 m³. De verleende provinciale vergunning was in strijd met het eigen grondwaterbeleid van Noord-Brabant en tijdens de rechtszaak schermde Refresco met sluiting van de fabriek in Maarheeze.
In december 2022 werd de overname van Tru Blu Beverages afgerond. De activiteiten van Tru Blu zijn vergelijkbaar met die van Refresco en Tru Blu produceert niet-alcoholische dranken met de afzet voornamelijk in Australië. Refresco krijgt er drie fabrieken bij, in Sydney, Brisbane en Perth. Refresco was voor de overname vooral actief in Europa en Noord-Amerika. In juli 2023 volgde de overname van GioCan, een Italiaanse fabrikant van frisdranken, fruitsappen, ijsthee etc., gevestigd in Florence, Italië.

## Activiteiten
Refresco is een grote fabrikant van frisdranken en in 2023 werd ruim 14 miljard liter afgezet. Refresco heeft slechts één eigen merk Wicky, verder werkt het bedrijf werkt voor grote afnemers als grootwinkelbedrijven met hun huismerken, maar ook in opdracht van grote frisdrankproducenten die een deel van hun productie hebben uitbesteed. Ongeveer twee derde van de totale omzet betreft koolzuurhoudende frisdranken, water en sappen. Het is voornamelijk actief in Europa, hier werd in 2023 zo'n 60% van de afzet gerealiseerd en de rest in Noord-Amerika. Het heeft 72 vestigingen in deze twee regio's en drie in Australië.
Met 500 werknemers is de vestiging in Sittard de grootste van de Benelux. In 2021 werden hier ruim 900 miljoen blikken afgevuld en in de eerste 10 maanden van 2022 al 1 miljard. In de Sittardse fabriek worden onder andere frisdranken, energiedranken, mixdranken en dranken op basis van koffie geproduceerd.

### Resultaten
De groei sinds 2003 is voornamelijk het gevolg geweest van overnames. De marges zijn laag en een hoog productievolume kan doorslaggevend zijn voor een winstgevende bedrijfsvoering. In 2007 maakte topman Hans Roelofs de ambitie bekend de omzet te verdubbelen binnen vijf jaar. Refresco wil naast overnames ook groeien door nieuwe producten, waaronder koolzuurhoudende dranken, aan te bieden. Het bedrijf realiseerde in 2007 zo’n € 1,2 miljard aan omzet. Een ander argument om groter te worden is de consolidatieslag bij de supermarkten waarin het bedrijf mee moet gaan.
In 2011 stonden de resultaten onder druk vanwege stijgende grondstofkosten en de terughoudende consument. Er werden door de consumenten meer goedkopere fruitdranken en limonades gekocht en dat ging ten koste van de verkoop van zuivere vruchtensappen. Supermarkten wilden niet de hogere prijzen voor suiker en verpakkingsmaterialen accepteren, waardoor Refresco verlies leed. Vanaf 12 november 2013 zijn de cijfers van Gerber opgenomen in de resultaten. In 2013 leed het bedrijf een verlies van bijna € 30 miljoen mede door herstructurerings- en fusiekosten. In de jaren erna verbeterden de resultaten met een grote omzetsprong in 2018 door de overname van Cott.
In 2022 werd KKR de nieuwe eigenaar van Refresco. Dit leidde tot extra kosten in 2022 en 2023 met een incidenteel karakter. Exclusief deze bijzondere kosten was het nettoverlies € 80 miljoen in 2022 en € 148 miljoen in 2023.
| Jaar | Omzet  | Netto- resultaat | Volume (liters) | fte’s (x1, jaareinde) |
| ---- | ------ | ---------------- | --------------- | --------------------- |
| 2003 | € 545  | € 10,7           | 1673            | 1045                  |
| 2004 | € 558  | € 9,2            | 1667            | 1127                  |
| 2005 | € 606  | € 7,9            | 1784            | 1210                  |
| 2006 | € 660  | € −6,1           | 1803            | 1229                  |
| 2007 | € 952  | € −26,9          | 2525            | 2267                  |
| 2008 | € 1146 | € −13,8          | 3142            | 2241                  |
| 2009 | € 1140 | € 7,6            | 3394            | 2318                  |
| 2010 | € 1224 | € 8,8            | 3804            | 2750                  |
| 2011 | € 1523 | € −25,9          | 4957            | 3092                  |
| 2012 | € 1538 | € −18,2          | 4944            | 3009                  |
| 2013 | € 1588 | € −28,9          | 5054            | 4704                  |
| 2014 | € 2037 | € 38,7           | 5969            | 4011                  |
| 2015 | € 2016 | € 41,8           | 6096            | 3934                  |
| 2016 | € 2107 | € 81,5           | 6462            | 4917                  |
| 2017 | € 2269 | € 54             | 7104            | 5097                  |
| 2018 | € 3737 | € −99            | 10.888          | 9114                  |
| 2019 | € 3897 | € −16            | 11.046          | 9327                  |
| 2020 | € 4096 | € −28            | 11.679          | 10.129                |
| 2021 | € 4241 | € 61             | 11.905          | 10.608                |
| 2022 | € 5458 | € −203           | 14.547          |                       |
| 2023 | € 5926 | € −304           | 14.246          | 14.639                |

## Eigenaars
Op 13 april 2006 verkocht private-equity-investeerder 3i Group haar aandeel in Refresco aan een consortium van IJslandse investeerder bestaande uit Kaupthing Bank, FL Group en Vifilfell Bottling Group. De verkoopopbrengst voor 3i was € 463 miljoen. De transactie leidde tot een winst van € 116 miljoen voor 3i die de aandelen zo’n 30 maanden in handen had. 3i participeerde aanvankelijk in de management buy-out in 2003. Op 25 maart 2010 kocht 3i opnieuw aandelen in Refresco. Het bedrijf plaatste 20% nieuwe aandelen die door 3i werden opgekocht. 3i betaalde € 84 miljoen. Refresco heeft het geld bestemd voor nieuwe groei mede door middel van overnames.
De aandeelhouders hebben in september 2014 zakenbank JPMorgan ingehuurd om Refresco te verkopen aan een andere partij of het bedrijf naar de Amsterdamse beurs te brengen. Het bedrijf wil met het geld van de nieuwe aandeelhouders een marktpositie opbouwen in Amerika. Op 27 maart 2015 kreeg het een beursnotering op de Amsterdamse effectenbeurs. Van de in totaal 81 miljoen aandelen gingen er 31 miljoen bestaande en 7 miljoen nieuwe aandelen naar de beurs tegen een introductiekoers was € 14,50 per aandeel. In december 2015 verkochten drie grootaandeelhouders, 3i, Ferskur en Tamoa, nog eens een belang van 9,9%. Na deze transactie is de free float gestegen naar 59%. Deze drie aandeelhouders houden nog een belang van 37,7% in het bedrijf. In oktober 2016 verkochten de hoofdaandeelhouders nog een pakket aandelen waarmee de free float uitkwam op 70%.
In april 2017 deed de Franse investeringsmaatschappij PAI Partners een bod van in totaal 1,4 miljard euro op alle aandelen Refresco. Het bedrijf wees het bod direct af. PAI had in 2015 ook al interesse getoond, maar de toenmalige eigenaren kozen voor een beursgang. In oktober 2017 verhoogde PAI haar bod naar 19,75 euro per aandeel of 200 miljoen euro meer dan in april. Op 25 oktober stemde het bestuur van Refresco in met het bod. De prijs is nog iets gestegen, naar 20 euro per aandeel, inclusief dividend.
Op 22 februari 2022 werd Kohlberg Kravis Roberts & Co. (KKR) de meerderheidsaandeelhouder in Refresco. De bestaande aandeelhouders, PAI en British Columbia Investment Management Corporation, hebben een groot deel van hun belang verkocht, maar blijven bij Refresco betrokken als minderheidsaandeelhouder. De overnamesom is niet naar buiten gebracht.

## Bestuurders
De ceo is in 2016 Hans Roelofs en de cfo is Adee Packer. In juli 2022 werd Bill McFarland de CFO van Refresco.